# Nemoria gerardinae
Nemoria gerardinae là một loài bướm đêm trong họ Geometridae.